# Archángelos (ort i Grekland, Sydegeiska öarna)
Archángelos (Archangelos) är en ort i Grekland.   Den ligger i prefekturen Nomós Dodekanísou och regionen Sydegeiska öarna, i den sydöstra delen av landet, 400 km sydost om huvudstaden Aten. Archángelos ligger 163 meter över havet och antalet invånare är 5 398.
Terrängen runt Archángelos är kuperad åt nordväst, men åt sydost är den platt. Havet är nära Archángelos åt sydost.  Närmaste större samhälle är Faliraki, 15,8 km nordost om Archángelos. 